# Jarremix
Jarremix è un album di remix del musicista francese Jean-Michel Jarre, pubblicato nel 1995.

## Tracce
Tutte le tracce sono state composte da Jean-Michel Jarre e remissate da autori vari.
1. Chronologie 6 (Main Mix) – 8:04 (Gat Decor)
2. Chronologie 4 (E-Motion Mix) – 5:59 (Sunscreem)
3. Equinoxe 4 (Deep Mix) – 4:43 (Bruno Mylonas, Thierry Leconte)
4. Chronologie 4 (S x S Mix) – 6:36 (Sunscreem)
5. Revolution, Revolutions (Oriental Mix) – 6:45 (Bruce Keen, Bruno Mylonas)
6. Equinoxe 7 (Ambiant Mix) – 5:03 (Bruce Keen, Bruno Mylonas)
7. Chronologie 4 (Tribal Trance Mix) – 5:37 (Jamie Peter)
8. Oxygene 1 (Laboratoire Mix) – 9:30 (Laurent Garnier)
9. Magnetic Fields 2 (Magnetmix) – 4:10 (Bruno Mylonas, Thierry Leconte)
10. Chronologie 6 (Slam Mix 1) – 8:05 (Orde Meikle, Stuart Mac Millian)
11. Calypso (Latino Mix) – 7:13 (Bruno Mylonas)